# Modern Automata Museum
Il Modern Automata Museum è un museo privato di Montopoli di Sabina (in provincia di Rieti) dedicato agli "automata" moderni, fondato nel 2001, inserito nell'Organizzazione museale regionale della Regione Lazio e indicato come uno dei "luoghi della cultura" dal Ministero dei beni e delle attività culturali italiano. 
Il museo ha sede presso il Castelletto di Vezzano (IX secolo), un avamposto fortificato dell'abbazia di Farfa.
Obiettivo primario del Museo è trasmettere agli studenti delle scuole primarie e secondarie conoscenze letterarie, scientifiche ed artistiche attraverso i corsi di costruzione di automata.
Il direttore del Museo è Guido Accascina.

## Collezione
Gli automata sono piccole sculture meccaniche, realizzate in carta, legno e metallo, che vengono messe in movimento dai visitatori del Museo (video). 
Sono stati paragonati agli aikù giapponesi e sono stati definiti da Lindoro Pazzotti "una piccola visione del mondo in un giro di manovella".

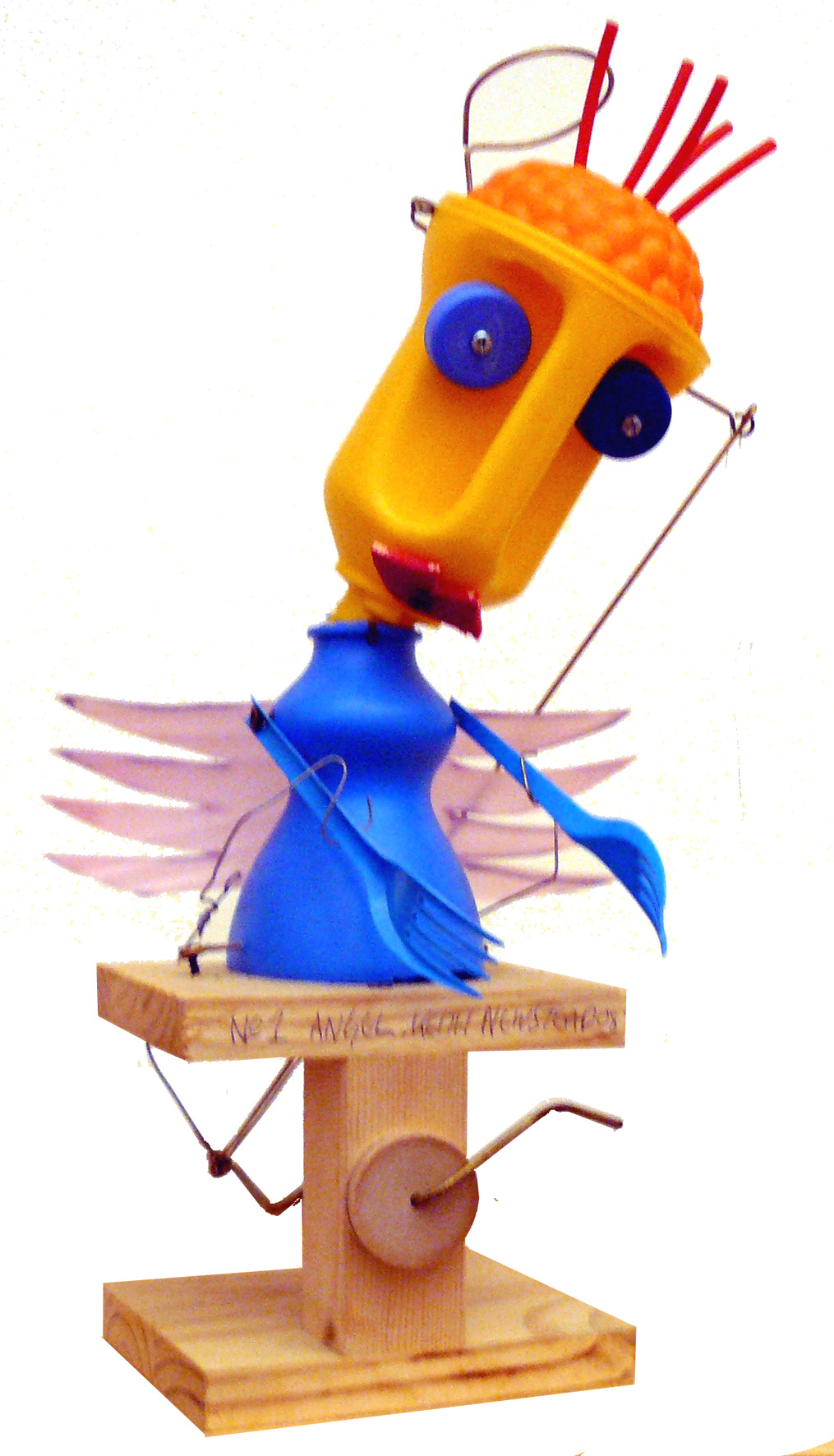
Angel di Keith Newstead - Mantova 2010
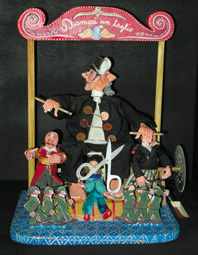
Girovago e Rondella, Diamoci un taglio, 2001
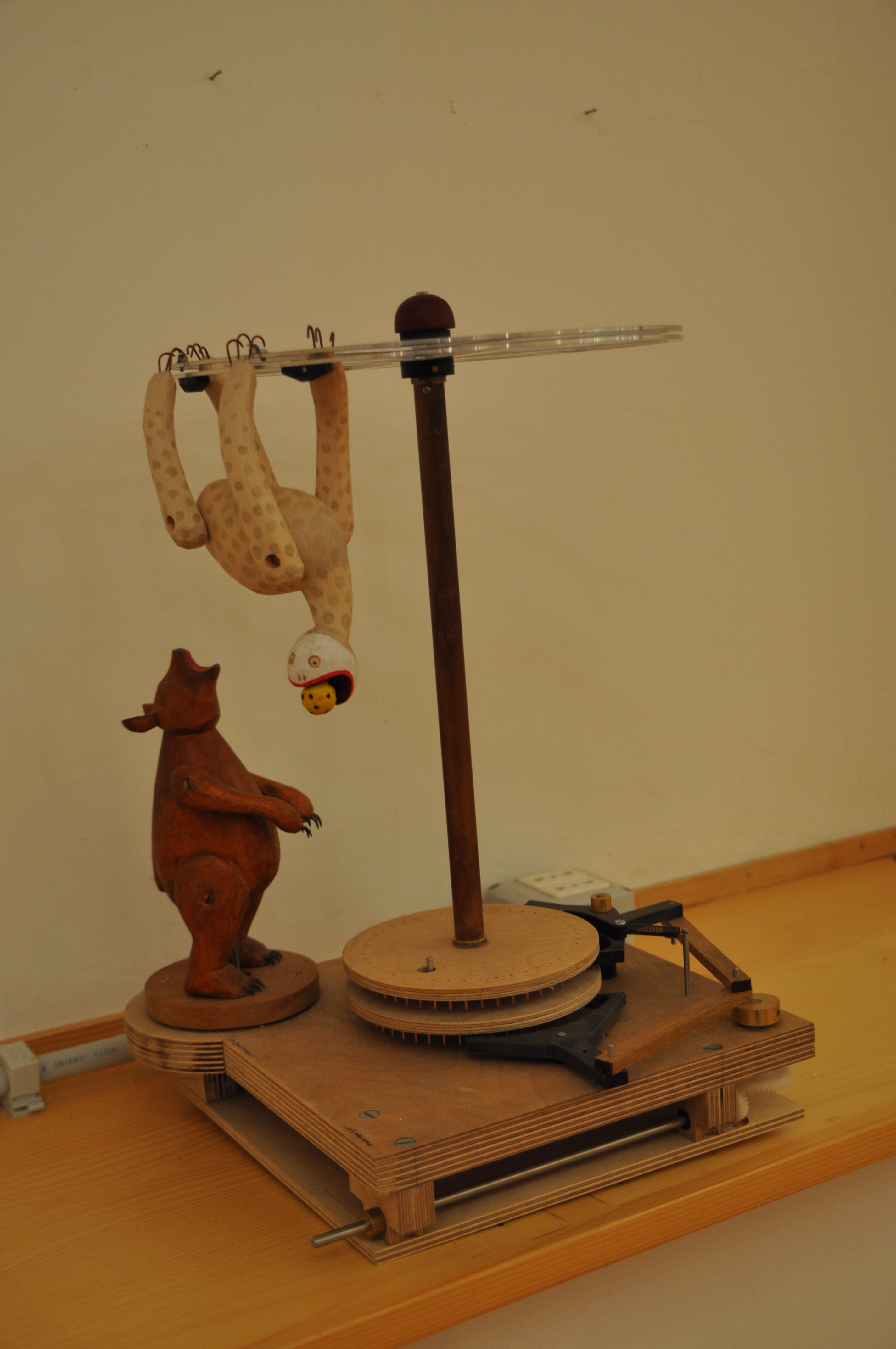
Circus bear & plantigrade di Paul Spooner, 2010
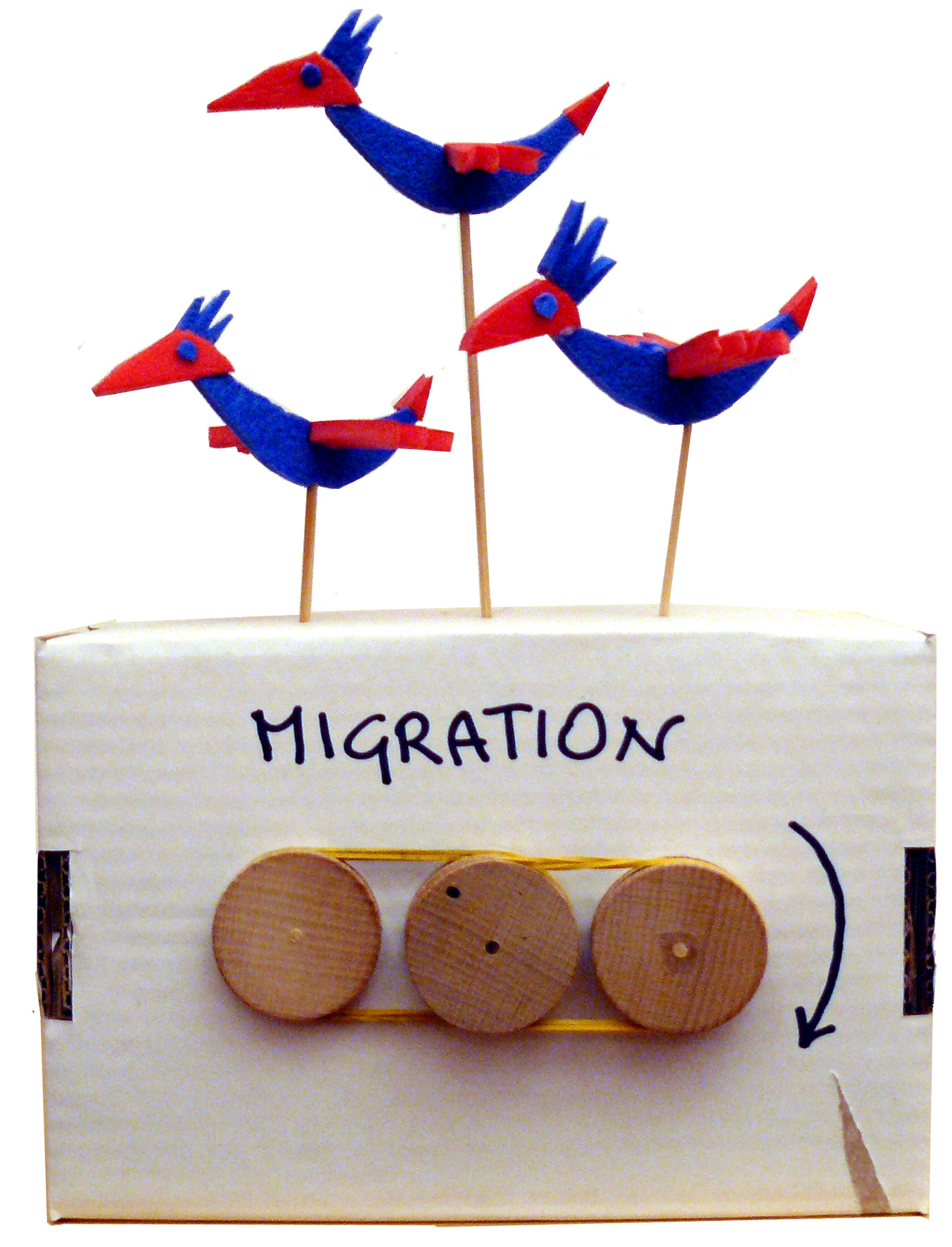
Birds migration di Guido Accascina (Basic Box), 2010
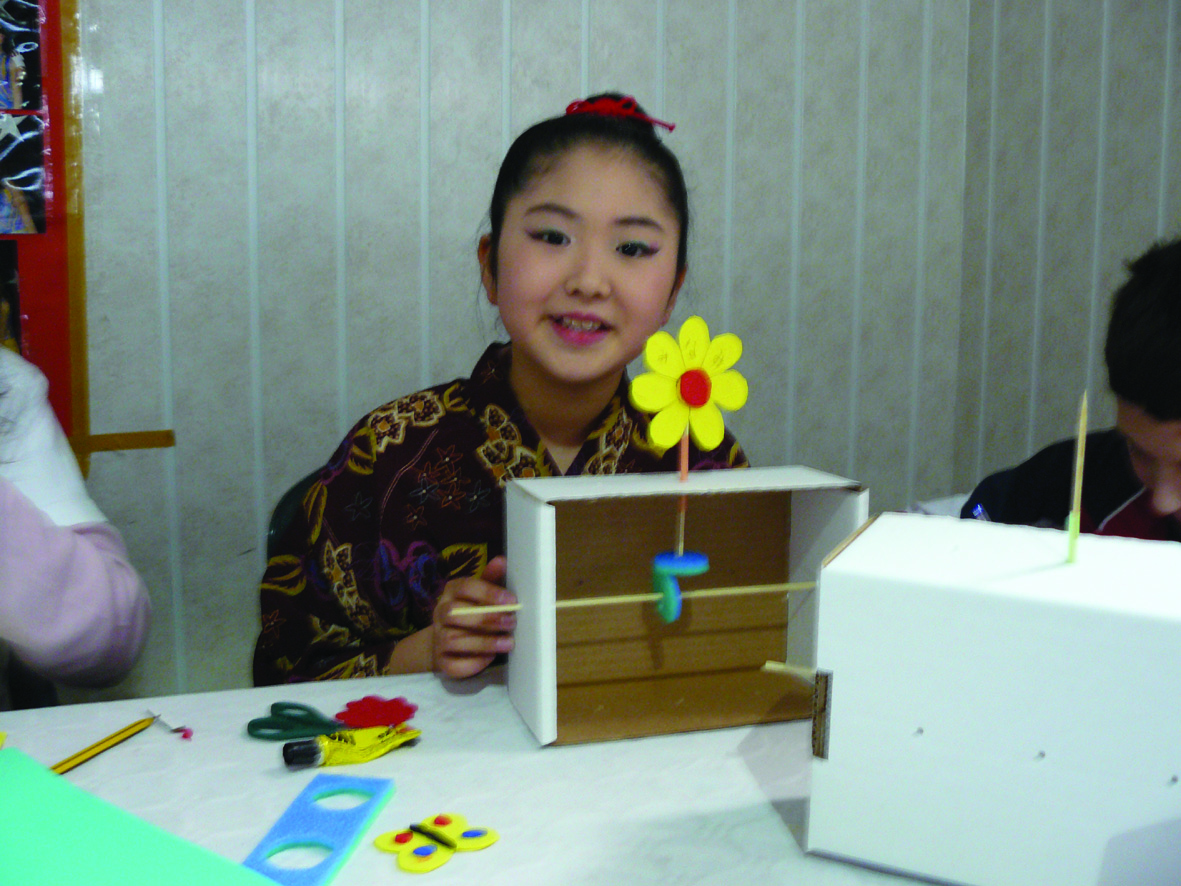
Laboratorio scolastico a Casperia (provincia di Rieti), 2009

La collezione permanente comprende circa 300 automata, realizzati da artisti giapponesi, statunitensi, tedeschi, inglesi, francesi, canadesi, sudamericani e italiani.
Elenco degli artisti:
- Regno Unito: Peter Markey, Paul Spooner, Keith Newstead, Neil Hardy, Eric Williamson, Rob Ives, Susie Stolpe, Cabaret Mechanical Theatre, Handy Hazell, Peter Lennertz
- Germania: Walter Ruffler, Malcolm Brook
- Giappone: Keisuke Saka, Aquio Nishida
- Stati Uniti d'America: Marc Horowitz, Juta e Jim Mc Cord
- Canada: Brian Gravestock
- Colombia: Carlos Zapata
- Italia: Rennie Orsi, Girovago e Rondella, Luca De Pascalis, Ivan Fodaro, Marina Gigli, Alessandra Celletti, Sonia Fabbrocino, Guido Accascina

## Opere
Tra le opere principali, il museo ospita "Zuppa Turca" di Paul Spooner, sette opere di Keith Newstead realizzate durante un workshop tenuto al Festival della letteratura di Mantova nel 2010, sedici opere originali di vari artisti realizzate per la mostra itinerante "Contro l'idea della guerra" e dodici opere originali di vari artisti realizzate per la mostra "Circus". Molte delle opere esposte sono un esempio dell'uso di materiali riciclati per la costruzione di automata.

## Attività
Il museo espone permanentemente le sue opere nella sede di Montopoli di Sabina, ed ha realizzato una serie di mostre itineranti che vengono esposte presso altre sedi Museali: A Museum in motion (2002), Contro l'idea della guerra (2003), Circus (2013). Il Museo è anche un luogo di sperimentazione, catalogazione, archiviazione, documentazione e divulgazione.

## Didattica
Sull'attività didattica recente del museo, vedi qui Archiviato il 14 dicembre 2013 in Internet Archive.. Il Museo ha organizzato laboratori per la costruzione di automi presso altre istituzioni museali, presso scuole italiane ed europee e presso le ludoteche dei reparti pediatrici di alcuni ospedali. I laboratori sono basati didatticamente sul coinvolgimento nel processo di costruzione di competenze pluridisciplinari, in campo umanistico, scientifico ed artistico, e sull'insegnamento di "sette note meccaniche" di base, attraverso la combinazione delle quali è possibile realizzare movimenti meccanici complessi. Sulla base di questi principi è stato messa a punto una metodologia d'insegnamento e un box per la costruzione di automi con materiali riciclati e a basso costo.

## Mostre e workshop
2002 - "Alla scoperta dei segreti del movimento" - dal 26 marzo al 22 aprile 2002 - Museo dei bambini Explora - Roma (video) (con workshop) 
2002 - "Piccole sculture in movimento" - dall'8 novembre all'8 dicembre 2002 - Galleria Artealcontrario - Modena (con workshop)
2003 - "Contro l'idea della guerra" - 21 febbraio 2003 - Museo dei bambini Explora - Roma (video)
2003 - "Against the idea of war" - dal 15 marzo all' 8 aprile 2003 - Schloss Neuemburg - Germania 
2003 - "Automata al Museo di Magliano" - dal 22 dicembre 2002 al 6 gennaio 2003 - Museo Archeologico di Magliano Sabino - Roma  (video) (con workshop)
2005 - "Modern Automata Museum" - dal 7 aprile al 4 maggio 2005 - Museo Int.le delle marionette A. Pasqualino - Palermo (video)
2005 - "Draghi e cavalieri dalla rocca di Monaco alle colline di Montopoli" - 9 giugno 2005 - Convento di Santa Maria - Montopoli di Sabina - Rieti
2007 - "Contro l'idea della guerra" - dal 23 al 25 novembre 2007 - Abbazia di Farfa - Rieti
2007 - "Il segreto del movimento" - dal 21 dicembre 2007 al 13 gennaio 2008 - Palazzo pubblico di Siena - Mostra sul Buongoverno - Siena
2007 - "Contro l'idea della guerra" - dal 22 al 30 settembre 2007 - Palazzo pubblico di Siena - Mostra: La pace sui muri" - Siena 
2008 - "Il segreto del movimento" - dal 3 al 7 settembre 2008 - 12º Festival della letteratura - Palazzo della Ragione - Mantova (video) (con workshop)
2010 - "Il segreto del movimento" - dal 12 al 17 gennaio 2010 - Ludoteca dell'ospedale del Bambino Gesù - Roma (con workshop)
2010 - "Il segreto del movimento" - dal 25 al 31 gennaio 2010 - Ludoteca dell'ospedale Sant'Andrea - Roma (con workshop)
2010 - "Il segreto del movimento" - dal 7 marzo al 14 marzo 2010 - Ludoteca dell'ospedale De Lellis - Rieti (con workshop)
2010 - "Il segreto del movimento" - dal 1º giugno al 30 settembre 2010 - Comune di Porto Azzurro - Isola d'Elba - Livorno
2010 - "Il segreto del movimento" - dal 9 al 14 novembre 2010 - Ludoteca dell'ospedale del Bambino Gesù - Palidoro - Roma (con workshop)
2011 - "Il segreto del movimento" - dal 1º luglio al 15 settembre 2011 - Comune di Porto Azzurro - Isola d'Elba - Livorno 
2012 - "Modern Automata Museum" - 3 marzo 2012 - Festa dei mezzi Musei del Lazio - Montopoli di Sabina - Rieti
2012 - "Il segreto del movimento" - dal 1º luglio al 30 agosto 2012 - Comune di Porto Azzurro - Isola d'Elba - Livorno
2012 - "Bremen workshop" - dal 15 al 17 ottobre 2012 - School at Halmerweeg - Bremen - Germany
2013 - "Il segreto del movimento" - dal 16 febbraio al 24 marzo 2013 - Museo Macro - Testaccio - Assessorato alle politiche Culturali del Comune di Roma - Roma (con workshop)
2013 - "Rome Cup workshop" - 31 marzo 2013 - Rome Cup 2013 - Fondazione Mondo digitale - Roma 
2013 - "Circus" - dal 14 al 21 aprile 2013 - Sala Santa Rita - Assessorato alle politiche Culturali del Comune di Roma - Roma (video)
2013 - "Automata in Val di Fiemme": dal 1° al 4 luglio 2013 - Pala Fiemme - Cavalese - Trento (con workshop) (video) 
2013 - "Istanbul workshop" - 23 ottobre 2013 - Istanbul Montessori School - Istanbul - Turkey (video)

## Riconoscimenti
2010: Riconoscimento dalla Regione Lazio per la "buona gestione"
2012: Riconoscimento dalla Regione Lazio per le "buone pratiche"

## Media
2005 - Rai 3 - Geo & Geo (video)
2006 - Rai 3 - Sereno variabile (video)
2007 - Rai 3 - Cominciamo bene (video)
2013 - Repubblica TV - Circus (video)